# Kumanasamuha arakuensis
Kumanasamuha arakuensis är en svampart som beskrevs av T. Raman, Ren. Rao & D. Rao 1978. Kumanasamuha arakuensis ingår i släktet Kumanasamuha, divisionen sporsäcksvampar och riket svampar.   Inga underarter finns listade i Catalogue of Life.